# دين هاوسن
دين دوني هاوسن ويسمولر (بالهولندية: Dean Donny Huijsen Wijsmuller) (مواليد 14 أبريل 2005) هو لاعب كرة قدم محترف إسباني-هولندي يلعب في مركز قلب الدفاع  مع ريال مدريد في الدوري الإسباني. ولد في هولندا، وهو لاعب دولي مع منتخب إسبانيا.
وُلِد هاوسن في أمستردام لعائلة هولندية، وانتقل إلى إسبانيا (التي أصبح مواطنًا فيها في عام 2024) في سن الخامسة وانضم إلى نادي كوستا يونيدا. في عام 2015، انضم إلى قطاع الشباب في ملقا، حيث لعب حتى عام 2021، عندما وقع عقدًا مع يوفنتوس. بعد اللعب لفريقي تحت 17 عامًا وتحت 19 عامًا، تمت ترقيته إلى فريق الاحتياطي يوفنتوس نيكست جين في يناير 2023 وظهر لأول مرة في الدوري الإيطالي مع الفريق الأول في أكتوبر التالي. بعد فترة إعارة في روما، وقع هاوسن مع نادي بورنموث في الدوري الإنجليزي الممتاز في يوليو 2024، وانتقل بعد ذلك إلى ريال مدريد في الدوري الإسباني في يونيو 2025.

## المسيرة الكروية

### يوفنتوس
بدأ اللعب مع نادي كوستا يونيدا سي إف دي ماربيا، قبل الانضمام إلى فريق ملقا للشباب في عام 2015، وعمره 10 سنوات. في عام 2021، انضم هاوسن إلى يوفنتوس، بعد أن نافس عليه ريال مدريد. في موسمه الأول، لعب مع فريق تحت 17 عامًا، وسجل سبعة أهداف. في الموسم التالي، تقدم إلى مستوى تحت 19 عامًا؛ من أغسطس إلى نوفمبر 2022، سجل ستة أهداف في 14 مباراة مع فريق تحت 19 عامًا في جميع المسابقات. كما ظهر في مباراتين وديتين للفريق الأول ضد ستاندارد لييج نادي رييكا في ديسمبر من نفس العام.
في أوائل يناير 2023، تمت ترقية هاوسن إلى فريق يوفنتوس نيكست جين، الفريق الاحتياطي ليوفنتوس. ثم ظهر لأول مرة كمحترف في 8 يناير 2023، حيث شارك كأساسي في خسارة الدوري 2–1 أمام بوردينوني. تم حجزه في الدقيقة السابعة وسجل برأسية في الدقيقة 50 هدفًا تم إلغاؤه بداعي التسلل.
في 15 فبراير، سجل هاوسن أول أهدافه الاحترافية، حيث سجل هدفين في مباراة إياب نصف نهائي كأس إيطاليا في الدوري الإيطالي الدرجة الثالثة ضد فوجيا: انتهت المباراة بفوز فريقه 2–1 (3–3 في مجموع المباراتين) بعد 90 دقيقة، حيث فاز يوفنتوس نيكست جين في النهاية بالتعادل بركلات الترجيح. في 2 أبريل، سجل أيضًا هدفه الأول في الدوري الإيطالي الدرجة الثالثة في يوفنتوس نيكست جين–فيرالبيسالو 1–3، من خلال تسجيل هدف بعد تسديدة نيكولا نيكولوف.
في يونيو 2023، جدد هاوسن عقده مع يوفنتوس حتى عام 2027، بعد أن جمع 40 مباراة رسمية وسجل عشرة أهداف بين يوفنتوس تحت 19 عامًا والجيل القادم طوال موسم 2022–23. في 22 أكتوبر، ظهر لأول مرة في الدوري الإيطالي، حيث دخل من مقاعد البدلاء في الدقيقة 78 ليحل محل فيديريكو غاتي، في فوز 1–0 خارج الأرض على ميلان. في 7 نوفمبر، أعلن يوفنتوس أن هاوسن، إلى جانب زميله في الجيل القادم كنان يلدز، قد تمت ترقيته إلى الفريق الأول.

#### إعارة لروما
تم إعارة هاوسن إلى نادي روما الإيطالي حتى نهاية موسم 2023–24 في 6 يناير 2024، بعد رفض اهتمام فروسينوني. ظهر لأول مرة مع الجيالوروسي في اليوم التالي، ولعب الشوط الثاني بالكامل في مباراة تعادل على أرضه في الدوري ضد أتالانتا.
سجل هاوسن هدفه الأول في الدوري الإيطالي في 5 فبراير، ليضمن فوز روما 4–0 على كالياري. وفي الثامن عشر من الشهر نفسه، سجل هدف الافتتاح لمباراة خارج أرضه ضد فروزينوني (الذي رفضه هاوسن قبل الانتقال إلى روما) بعد حمل الكرة من الدفاع، وتجاوز بعض الخصوم والتسديد من خارج المنطقة. وقد أطلق مشجعو الفريق المنافس صافرات الاستهجان ضد هاوسن واحتفل بطريقة استفزازية تجاههم؛ لدرجة أنه تلقى البطاقة الصفراء على الفور من قبل الحكم واستبدله المدرب دانييلي دي روسي خلال فترة الاستراحة بين الشوطين.

### بورنموث
في 30 يوليو 2024، تم التعاقد مع هاوسن من يوفنتوس من قبل نادي بورنموث في الدوري الإنجليزي الممتاز في صفقة مدتها ست سنوات، مقابل رسوم أولية قدرها 15.2 مليون يورو، والتي يمكن أن ترتفع إلى 18.2 مليون يورو. في 5 ديسمبر 2024، سجل هدفه الأول للنادي، وسجل برأسه في فوز 1–0 على أرضه على توتنهام هوتسبير.

### ريال مدريد
في 17 مايو 2025، أعلن نادي ريال مدريد عن تعاقده مع هاوسن على أن ينضم اللاعب إلى صفوفه في 1 يونيو 2025 بموجب عقد يمتد حتى يوليو 2030. بلغت قيمة الصفقة 50 مليون جنيه إسترليني (59.5 مليون يورو)، بعد أن فعّل ريال مدريد الشرط الجزائي في عقده.

## المسيرة الدولية

### هولندا
مثل هاوسن هولندا في مختلف المستويات الدولية للشباب، حيث لعب لصالح المنتخبات الوطنية تحت 16 سنة وتحت 17 سنة وتحت 18 سنة.
في مايو 2022، تم ضم هاوسن إلى تشكيلة هولندا تحت 17 سنة التي شاركت في بطولة أمم أوروبا تحت 17 سنة في إسرائيل، حيث سجل ركلتي جزاء في مباريات دور المجموعات ضد فرنسا وبولندا، حيث احتلت هولندا في النهاية المركز الثاني بعد خسارتها أمام فرنسا نفسها في النهائي.

### إسبانيا
في 15 مارس 2024، تم استدعاء هاوسن من قبل منتخب إسبانيا تحت 21 سنة للعب مباراة المجموعة الثانية لتصفيات بطولة أوروبا تحت 21 عامًا 2025 ضد بلجيكا بعد أحد عشر يومًا. في 17 مارس 2025، تم استدعاؤه إلى صفوف المنتخب الإسباني الأول للمشاركة في دور ربع النهائي من دوري الأمم الأوروبية ضد هولندا. جاء استدعاؤه لتعويض غياب إينيغو مارتينيز بسبب الإصابة، وشارك لأول مرة مع المنتخب في الدقيقة 41، حين دخل بديلًا لباو كوبارسي. انتهت المباراة بالتعادل 2–2، وكان هاوسن من بين أفضل لاعبي إسبانيا وتعرّض لاستقبال عدائي من الجماهير الهولندية في ستاد فيينورد بسبب اختياره تمثيل إسبانيا بدلًا من هولندا. وصف هاوسن ظهوره الأول مع المنتخب بأنه "حلم." شارك أساسيًا في مباراة الإياب ونال إشادة بعد تقديمه تمريرة حاسمة في الوقت الإضافي سجل منها لامين يامال.

## الحياة الشخصية
وُلِد هاوسن في أمستردام، شمال هولندا. انتقلت عائلته إلى مربلة، الأندلس، إسبانيا عندما كان يبلغ من العمر خمس سنوات وأصبح مواطنًا إسبانيًا في فبراير 2024. يمكنه التحدث بالهولندية والإسبانية والإيطالية والإنجليزية.
هاوسن هو ابن ماشا ويجسمولر ودوني هاوسن. لعب دوني مع شباب أياكس وكان له مسيرة احترافية في الدوري الهولندي والدوري الهولندي الدرجة الأولى. كان قدوة هاوسن في طفولته هو سيرخيو راموس.

## الإحصائيات

### الأندية
آخر تحديث 10 مايو 2025.
| النادي            | الموسم   | الدوري                         | الدوري | الدوري  | الكأس الوطني | الكأس الوطني | كأس الدوري | كأس الدوري | أوروبا | أوروبا  | أخرى   | أخرى    | المجموع | المجموع |
| النادي            | الموسم   | الدرجة                         | الظهور | الأهداف | الظهور       | الأهداف      | الظهور     | الأهداف    | الظهور | الأهداف | الظهور | الأهداف | الظهور  | الأهداف |
| ----------------- | -------- | ------------------------------ | ------ | ------- | ------------ | ------------ | ---------- | ---------- | ------ | ------- | ------ | ------- | ------- | ------- |
| يوفنتوس نيكست جين | 2022–23  | الدوري الإيطالي الدرجة الثالثة | 16     | 1       | —            | —            | —          | —          | —      | —       | 3      | 2       | 19      | 3       |
| يوفنتوس نيكست جين | 2023–24  | الدوري الإيطالي الدرجة الثالثة | 11     | 0       | —            | —            | —          | —          | —      | —       | —      | —       | 11      | 0       |
| يوفنتوس نيكست جين | المجموع  | المجموع                        | 27     | 1       | —            | —            | —          | —          | —      | —       | 3      | 2       | 30      | 3       |
| يوفنتوس           | 2023–24  | الدوري الإيطالي                | 1      | 0       | 0            | 0            | —          | —          | —      | —       | —      | —       | 1       | 0       |
| روما (إعارة)      | 2023–24  | الدوري الإيطالي                | 13     | 2       | 1            | 0            | —          | —          | —      | —       | 0      | 0       | 14      | 2       |
| بورنموث           | 2024–25  | الدوري الإنجليزي الممتاز       | 30     | 3       | 3            | 0            | 1          | 0          | —      | —       | —      | —       | 34      | 3       |
| ريال مدريد        | 2025–26  | الدوري الإسباني                | 0      | 0       | 0            | 0            | —          | —          | 0      | 0       | 0      | 0       | 0       | 0       |
| الإجمالي          | الإجمالي | الإجمالي                       | 71     | 6       | 4            | 0            | 1          | 0          | 0      | 0       | 3      | 2       | 79      | 8       |

1. ↑  تشمل كأس إيطاليا، كأس الاتحاد الإنجليزي
2. ↑  تشمل كأس رابطة الأندية الإنجليزية المحترفة
3. ↑  المشاركات في كأس إيطاليا الدرجة الثالثة

### المنتخب
آخر تحديث 23 مارس 2025.
| المنتخب | السنة   | المباريات | الأهداف |
| ------- | ------- | --------- | ------- |
| إسبانيا | 2025    | 2         | 0       |
| المجموع | المجموع | 2         | 0       |

## الإنجازات
هولندا تحت 17 سنة
- بطولة أمم أوروبا تحت 17 سنة الوصيف: 2022[35]

## وصلات خارجية
- دين هاوسن على موقع الاتحاد الأوربي (الإنجليزية)
- دين هاوسن على موقع إي إس بي إن إف سي (الإنجليزية)
- دين هاوسن على موقع قاعدة بيانات كرة القدم.إي يو (الإنجليزية)
- دين هاوسن على موقع ليكيب (الفرنسية)
- دين هاوسن على موقع ناشيونال فوتبول تيمز (الإنجليزية)
- دين هاوسن على موقع Soccerbase.com (لاعب) (الإنجليزية)
- دين هاوسن على موقع Soccerway.com (الإنجليزية)
- دين هاوسن على موقع عالم كرة القدم.نت (الإنجليزية)